# Філонов Іван Георгійович
Іван Георгійович Філонов (1 січня 1912, село Старий Ропськ, тепер Климовського району Брянської області, Російська Федерація — 1989, місто Дніпродзержинськ) — український радянський діяч, інженер-металург, директор Дніпровського металургійного заводу імені Дзержинського. Член Ревізійної комісії КПУ в 1954—1956 роках. Кандидат у члени ЦК КПУ в 1956—1961 роках. Член ЦК КПУ в 1966—1971 роках.

## Біографія
У 1930-х роках закінчив Дніпродзержинський металургійний технікум. Працював на Дніпровському металургійному заводі імені Дзержинського міста Дніпродзержинська Дніпропетровської області.
Член ВКП(б) з 1937 року.
У Червоній армії з червня 1940 року. Учасник німецько-радянської війни з червня 1941 року. Служив відповідальним секретарем партійного бюро 8-го окремого армійського інженерного батальйону 18-ї армії Чорноморської групи військ, з грудня 1942 року — партійним організатором партійного бюро штабу 18-ї армії.
Потім працював інженером Дніпровського металургійного заводу імені Дзержинського міста Дніпродзержинська Дніпропетровської області.
Освіта вища. Закінчив Дніпродзержинський вечірній металургійний інститут.
У 1954—1958 роках — 1-й секретар Дніпродзержинського міського комітету КПУ Дніпропетровської області.
У 1958—1962 роках — завідувач промислового відділу Дніпропетровського обласного комітету КПУ; головний інженер Дніпровського металургійного заводу імені Дзержинського.
У 1962—1967 роках — директор Дніпровського металургійного заводу імені Дзержинського міста Дніпродзержинська Дніпропетровської області.
Потім — на пенсії.

## Звання
- старший політрук
- капітан
- майор

## Нагороди
- орден Леніна (19.07.1958)
- два ордени Вітчизняної війни 1-го ст. (30.04.1945, 6.04.1985)
- орден Вітчизняної війни 2-го ст. (13.01.1943)
- орден Червоної Зірки (4.11.1942)
- ордени
- медалі
- почесний громадянин міста Дніпродзержинська (1986)